# Tierientij Sztykow
Tierientij Fomicz Sztykow (ros. Терентий Фомич Штыков, ur. 28 lutego?/13 marca 1907 w chutorze Liubki w powiecie horodeckim, zm. 25 października 1964 w Moskwie) – radziecki dowódca wojskowy i polityk białoruskiego pochodzenia, generał pułkownik (1944), członek KC KPZR (1952–1956), faktyczny twórca i przywódca Korei Północnej.
Sztykow uważany jest za obcokrajowca, który, z wyjątkiem japońskich polityków kolonialnych, wywarł największy wpływ na historię Korei.

## Życiorys
W 1927 ukończył zawodową szkołę techniczną, od 1929 w WKP(b), działacz Komsomołu, w latach 1931–1938 sekretarz rejonowego komitetu Komsomołu w Leningradzie, zastępca sekretarza i sekretarz komitetu fabrycznego WKP(b), później I sekretarz rejonowego komitetu WKP(b) w Leningradzie, od 16 czerwca 1938 do 17 stycznia 1945 II sekretarz obwodowego komitetu WKP(b) w Leningradzie. Od 21 marca 1939 do 5 października 1952 kandydat na członka KC KPZR. Od grudnia 1939 do marca 1940 członek Rady Wojskowej 7 Armii, od września 1941 członek Rady Wojskowej Frontu Leningradzkiego, od kwietnia 1943 do lutego 1944 członek Rady Wojskowej Frontu Wołchowskiego, następnie do listopada 1944 członek Rady Wojskowej Frontu Karelskiego. Od 6 grudnia 1942 generał major, od 24 sierpnia 1943 generał porucznik, od 2 listopada 1944 generał pułkownik. Od kwietnia do sierpnia 1945 członek Rady Wojskowej Nadmorskiej Grupy Wojsk Frontu Dalekowschodniego, w sierpniu-wrześniu 1945 członek Rady Wojskowej 1 Frontu Dalekowschodniego.

### Ambasador w Pjongjangu
W latach 1945–1947 zastępca komendanta wojsk Nadmorskiego Okręgu Wojskowego ds. politycznych. Od końca 1945 kierował sprawami koreańskimi, mając bezpośredni kontakt ze Stalinem. W latach 1946–1947 szef radzieckiej delegacji w radziecko-amerykańskiej komisji ds. Korei. Od 16 października 1946 do 14 grudnia 1950 ambasador nadzwyczajny i pełnomocny ZSRR w Korei Północnej.
Sztykow w tym okresie posiadał faktyczną władzę w Korei Północnej, wówczas w całości podporządkowanej Związkowi Sowieckiemu. Odegrał decydującą rolę przy planowaniu i wprowadzaniu reformy rolnej z 1946, jednej z najpopularniejszych reform komunistów w Korei, dziś przypisywanej przez północnokoreańską propagandę i południowokoreańskich historyków lewicowych Kim Ir Senowi. Sowieci bez udziału Koreańczyków ustalili wyniki wyborów parlamentarnych w 1948, dzieląc miejsca pomiędzy partie, a nawet określając liczbę kobiet, robotników i rolników w nowym parlamencie. Sztykow razem ze Stalinem redagował tekst pierwszej Konstytucji Korei Północnej z 1948.
Poparł plany Kim Ir Sena dotyczące inwazji na południe, przekonując do niej początkowo sceptycznie nastawionego Stalina. Ambasador Sztykow w depeszach do Moskwy roztaczał wizje szybkiego i zdecydowanego zwycięstwa, poniesionego za niewielkie koszty. Włączenie się Amerykanów do wojny uważał za mało prawdopodobne. Część historyków uważa, że bez poparcia Sztykowa wojna koreańska nigdy by nie wybuchła.
Następnie koordynował przygotowania do wojny. Jej plany zostały sporządzone przez doradców sowieckich. Wojna potoczyła się jednak wbrew przewidywaniom Sztykowa. Włączenie się do konfliktu Amerykanów spowodowało przegraną komunistów. Sztykow został obarczony odpowiedzialnością za klęskę. Stalin zdegradował go do stopnia generała majora i odwołał z Korei.

### Późniejsze lata
W latach 1950–1951 urzędnik dalekowschodniego wydziału MSZ ZSRR, 1951–1954 zastępca przewodniczącego komitetu wykonawczego obwodowej rady w Kałudze, od grudnia 1953 do stycznia 1956 I sekretarz Komitetu Obwodowego KPZR w Nowogrodzie Wielkim, następnie do maja 1959 I sekretarz Krajowego Komitetu KPZR w Kraju Nadmorskim. Od 31 maja 1959 do 6 lipca 1960 ambasador nadzwyczajny i pełnomocny ZSRR na Węgrzech. W latach 1961–1963 przewodniczący Komisji Kontroli Państwowej Rady Ministrów Rosyjskiej FSRR, 1963–1964 zastępca przewodniczącego komitetu kontroli partyjno-państwowej Biura Politycznego KC KPZR ds. Rosyjskiej FSRR i Rady Ministrów Rosyjskiej FSRR. Deputowany do Rady Najwyższej ZSRR 2 i 4 kadencji. Pochowany w Petersburgu.

## Odznaczenia
- Order Lenina (trzykrotnie)
- Order Czerwonego Sztandaru (21 marca 1940)
- Order Suworowa I klasy (2 listopada 1944)
- Order Kutuzowa I klasy (21 marca 1944, 29 lipca 1944 i 8 września 1945)
- Medal „Za obronę Leningradu”
- Medal „Za obronę Radzieckiego Obszaru Podbiegunowego”
- Medal „Za zwycięstwo nad Niemcami w Wielkiej Wojnie Ojczyźnianej 1941–1945”
- Medal „Za zwycięstwo nad Japonią”
- Medal jubileuszowy „30 lat Armii Radzieckiej i Floty”
- Medal jubileuszowy „40 lat Sił Zbrojnych ZSRR”
- Medal 250-lecia Leningradu